# Hyra

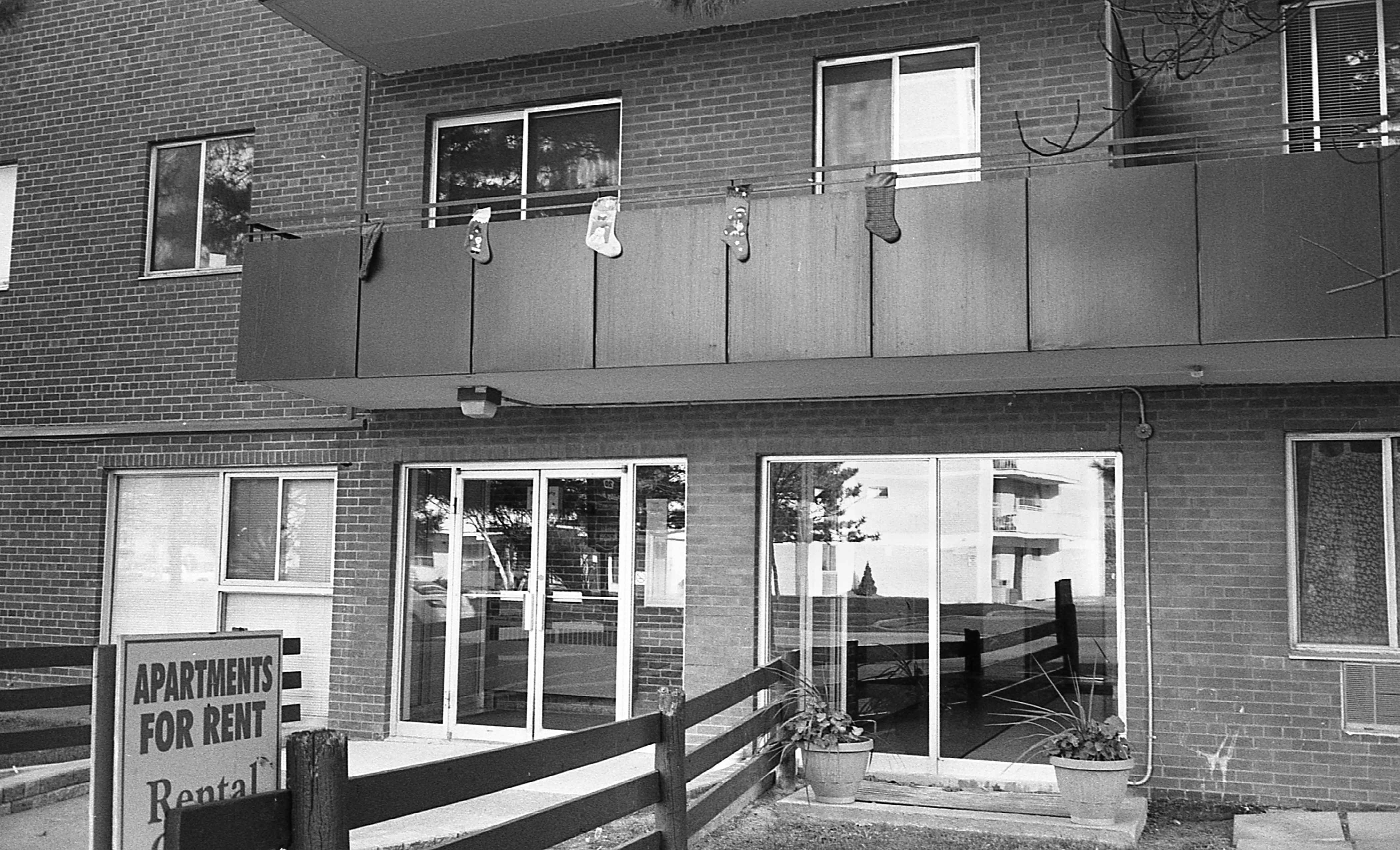
Lägenheter att hyra i Kanada, 2012.

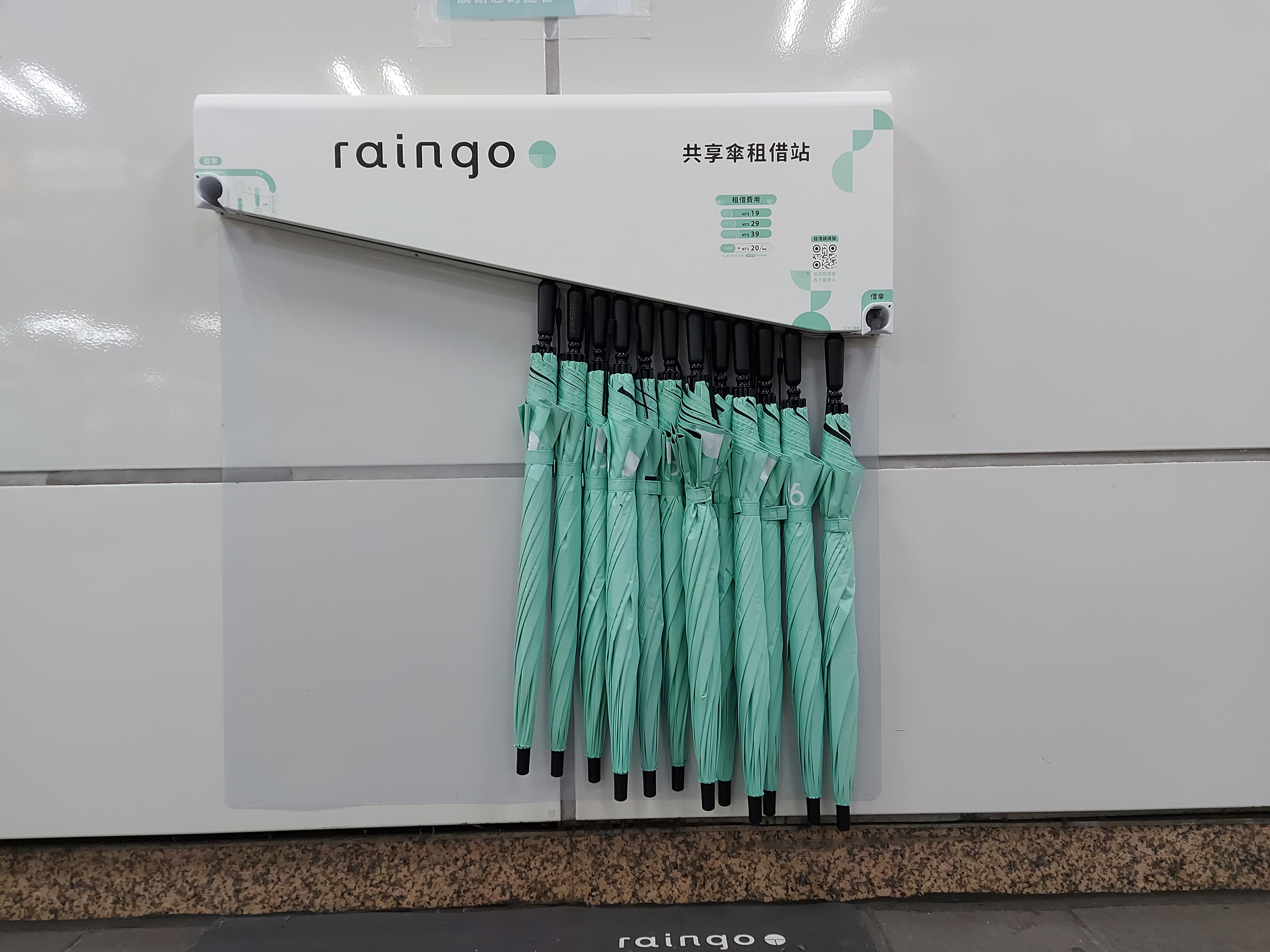
Automatisk paraplyuthyrning i Taipeis tunnelbana.

Hyra är i juridisk mening den ersättning i pengar, varor eller tjänsteprestationer, som en person vid ett hyresavtal betingar sig av en annan för egendom, som till den senares brukande överlämnas, eller för arbetskraft, som ställes till hans förfogande.
Exempel på olika former av hyra kan vara att en hyresgäst hyr en lägenhet, stuga eller motsvarande av en hyresvärd. Man kan även hyra olika föremål såsom filmer, bilar, arbetsmaskiner och cyklar.
Fenomenet att hyra blir allt vanligare, delvis på grund av att det är lättare att hitta, boka och betala via internet, delvis på grund av ändrade ekonomiska förhållanden i t.ex. USA efter finanskrisen 2008. Begreppet "Collaborative consumption" beskriver trenden att hyra, låna eller byta istället för att äga. S.k. finansiell leasing har också blivit allt vanligare på senare år.
I Sverige saknas reglering om hyra av lös egendom, bortsett från tre bestämmelser från 1700-talet i 13 kap. handelsbalken. Det finns emellertid en departementspromemoria (Ds 2010:24), där ett förslag till ny lag om hyra av lös sak till konsumenter läggs fram. Svensk rättspraxis är också knapp. Det har diskuterats i vilken utsträckning man kan tillämpa analogier till andra svenska lagar.